# Grus americana
La gru americana (Grus americana (Linnaeus, 1758)) è un uccello della famiglia dei Gruidi, originaria del Nordamerica; per il grido sonoro che emette viene chiamata anche gru urlatrice.  In natura può vivere fino a 22 - 24 anni. Si stima che in libertà ne esistano meno di 400 esemplari.

## Descrizione
Gli adulti di gru americana sono completamente bianchi, con la sommità del capo rossa e il lungo becco appuntito di colore scuro. Gli esemplari immaturi sono marrone chiaro. Quando è in volo, il lungo collo viene tenuto disteso in avanti, mentre le lunghe zampe scure sono tenute stese all'indietro; quello del volo è anche l'unico momento in cui sono visibili le estremità nere delle ali.
La specie misura quasi 1,5 m d'altezza e 2,3 m di apertura alare. I maschi pesano in media 7 kg, mentre le femmine, più piccole, non superano i 6. Gli unici altri uccelli di grandi dimensioni bianchi e dalle zampe lunghe del Nordamerica sono: l'airone bianco maggiore, più basso di 30 centimetri e pesante un settimo della gru americana; l'airone bianco, una forma particolare dell'airone azzurro maggiore endemica della Florida; e la cicogna americana. Tutti e tre questi uccelli, però, sono più piccoli della gru americana del 30%.

## Distribuzione e habitat
Le aree utilizzate dalla gru americana per riprodursi sono le torbiere della taiga; l'unica località di nidificazione conosciuta è il cosiddetto «Territorio Estivo della Gru Americana», un'apposita zona situata nel Parco Nazionale di Wood Buffalo dell'Alberta (Canada), e le zone circostanti. Grazie al recente progetto di reintroduzione condotto dalla Whooping Crane Eastern Partnership questo uccello è tornato a nidificare per la prima volta dopo 100 anni nel Rifugio Naturale Nazionale di Necedah, nel Wisconsin centrale (USA). La gru americana nidifica al suolo, solitamente in aree sopraelevate della palude. La femmina depone una o due uova tra la fine d'aprile e metà maggio. Queste, chiazzate e di color verde oliva, misurano 60 x 100 mm e pesano 190 g. Il periodo di incubazione dura 29–35 giorni. Della cova si occupano entrambi i genitori, anche se è la femmina a trascorrere più tempo nelle vicinanze del nido. Quasi sempre, però, ogni stagione sopravvive un unico pulcino. Dopo la nascita i genitori nutrono il piccolo per 6-8 mesi, ma quest'ultimo rimarrà con loro fino a quando non avrà circa un anno di età.
Le gru americane svernano lungo la costa texana del Golfo del Messico (USA), in un'area nei pressi di Corpus Christi, il Rifugio Naturale Nazionale di Aransas, lungo il Lago Sunset a Portland, sulle isole di Matagorda e San José, in alcune zone della Penisola di Lamar e a Welder Point, situato sul lato orientale della Baia di San Antonio.
Il Rifugio Naturale Nazionale di Salt Plains, in Oklahoma, costituisce un'importante area di sosta per le gru durante la migrazione e ogni anno vi fa visita il 75% di questi volatili.
L'attuale rarità della gru americana è una conseguenza della distruzione del suo habitat. Un tempo l'areale di questa specie si estendeva su tutto il Nordamerica centro-occidentale. Nel 1941 ne rimanevano solamente 21. Da allora la popolazione è aumentata, grazie soprattutto agli interventi di conservazione. Nell'aprile del 2007 ve ne erano 340 in natura ed altre 145 in cattività. Ciononostante continua ad essere ancora uno degli uccelli più rari del Nordamerica. Il Servizio della pesca e della fauna selvatica degli Stati Uniti confermò che nel 2007 presso il Rifugio Naturale Nazionale di Aransas vi erano 266 esemplari.

## Biologia

### Alimentazione
La gru americana si nutre camminando in acque basse o nei campi e tastando il suolo con il becco. È onnivora e più leggermente incline a nutrirsi di animali rispetto alle altre gru. Nel suo territorio di svernamento in Texas mangia varie specie di crostacei, molluschi, pesci (come le anguille), bacche, piccoli rettili e piante acquatiche. Tra i potenziali cibi di cui si nutre d'estate vi sono rane, piccoli roditori, piccoli uccelli, pesci, insetti acquatici, gamberi di fiume, bivalvi, chiocciole, tuberi acquatici e bacche. Un'altra fonte di cibo per gli uccelli in migrazione è fornita dai cereali, come frumento e orzo.

### Predatori
Tra gli animali che più minacciano le uova e i pulcini ricordiamo l'orso nero americano (Ursus americanus), il ghiottone (Gulo gulo luscus), il lupo grigio (Canis lupus), la volpe rossa (Vulpes vulpes), la lince (Lynx canadensis), l'aquila calva (Haliaeetus leucocephalus) e il corvo imperiale comune (Corvus corax). Gli adulti invece hanno pochi predatori e perfino le aquile non sono in grado di abbatterli. L'unico predatore naturale abbastanza potente e rapido che può uccidere un adulto mentre nidifica è la lince rossa.

## Conservazione

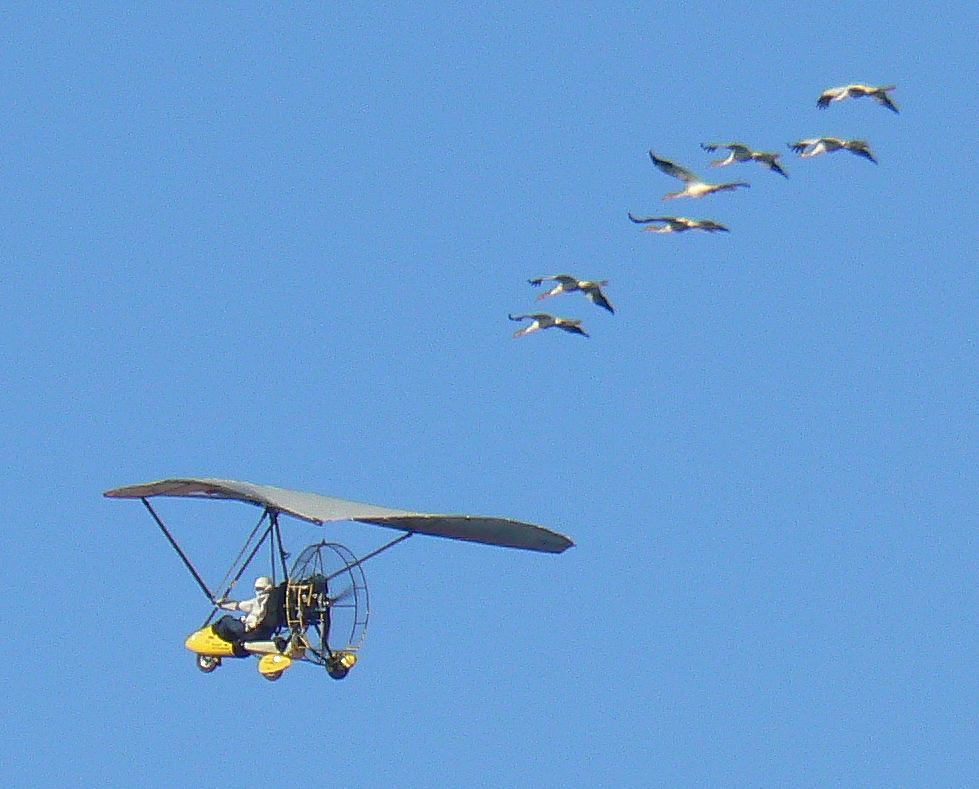
Giovani gru americane completano la loro prima migrazione, dal Wisconsin alla Florida, nel gennaio del 2009, seguite da un velivolo ultraleggero

La gru americana è un relitto del Pleistocene: in quest'epoca geologica infatti aveva un'ampia distribuzione in tutta l'America Settentrionale (eccetto Canada orientale e Nuova Inghilterra). Resti fossili antecedenti all'ultima glaciazione sono stati trovati in California, Idaho e Florida. In tempi preistorici probabilmente l'areale della specie si ridusse notevolmente, ma un vero e proprio collasso si è avuto in tempi storici, soprattutto negli ultimi 100 anni. Questo maestoso uccello viveva in tutta la parte centrale del Nordamerica, da Cape May nel New Jersey al Gran Lago Salato nello Utah, e nidificava in Canada fino al Grande Lago degli Schiavi e alla Baia di Hudson, e negli stati americani di Illinois, Minnesota, Iowa, Nord e Sud Dakota, e probabilmente Nebraska e Montana. Migrava d'inverno principalmente verso la costa del golfo del Messico (Louisiana, Texas e Messico). Lo scienziato Robert Porter Allen stimava che già fra 1860 e 1870 la popolazione di gru americane doveva essere di non più di 1300 - 1400 individui. Ma la diminuzione più drammatica si ebbe fra il 1890 e il 1910, e anche dopo il 1910 il declino continuò, a causa della caccia e soprattutto della crescente difficoltà per le gru di trovare spazi aperti e solitari. Nel 1933 l'intera popolazione di gru americane era ridotta a 30 esemplari, che nel 1937 erano scesi a un drammatico minimo di 14. Risalite a 29 nel 1938, 35 nel 1939, le gru diminuirono nuovamente; nel 1940 erano 31, e nel 1941 solo 23. Fu allora che il Servizio della pesca e della fauna selvatica degli Stati Uniti, il Servizio della natura selvatica del Canada e la National Audubon Society finalmente si misero d'accordo per un ultimo drammatico tentativo di salvare la specie. Circa 20.000 ettari di terreno lungo la costa del Texas, dove le gru americane superstiti svernavano, furono acquistati e protetti. Era nato il Rifugio Naturale Nazionale di Aransas. La protezione della zona di nidificazione non era possibile perché allora la sua dislocazione non era nota. Fu iniziata inoltre una campagna pubblicitaria (che continua tuttora), a seguito della quale la gru americana divenne il simbolo nazionale della conservazione. Già nel 1942 il numero delle gru americane era risalito a 28, e da quell'anno praticamente tutte hanno sempre svernato nel Rifugio di Aransas. Da allora la consistenza della popolazione ha continuato a salire, anche se irregolarmente, e con preoccupanti fluttuazioni: intorno a 30 dal 1943 al 1951, poco più di 20 dal 1952 al 1957, e di nuovo sulla trentina dal 1958 al 1963. Però, malgrado gli intensi studi sulla biologia della gru americana, non si riusciva a scoprire dove andava a nidificare. Fu soltanto nel 1964 che il terreno di nidificazione fu scoperto nell'inaccessibile angolo nord-occidentale del Parco Nazionale di Wood Buffalo nei Territori del Nord-Ovest in Canada. Un'altra piccola popolazione, stanziale, era stata scoperta in Louisiana negli anni trenta, e probabilmente nidificava anche nel Texas orientale. Le nidificazioni in Louisiana continuarono fino al 1939, ma dal 1940 questa popolazione è scomparsa. Una femmina di questo gruppo fu accoppiata con un maschio nello zoo di New Orleans, e nel 1957 covò e allevò i primi due piccoli in cattività, e un altro nel 1958. Per tornare al nucleo principale, nel 1964, finalmente per la prima volta, tutte le gru, che avevano lasciato Aransas in primavera, ritornarono in autunno. Nel 1971 le gru erano aumentate 59 e, dopo una diminuzione a 49 nel 1974, risalivano a 70 nel 1977. Nel 2007, il censimento dello stormo tradizionale che nidifica a Wood Buffalo e sverna ad Aransas ha contato 73 coppie riproduttive.

### Reintroduzioni in natura
Nel 1967 furono compiuti i primi sforzi per creare uno stormo di gru americane in cattività, nell'eventualità che la specie venisse estirpata in natura. L'obiettivo del piano di recupero della gru americana era quello di creare due popolazioni libere di almeno venticinque coppie riproduttive in aggiunta alla popolazione esistente, così che la specie potesse essere trasferita dall'elenco a rischio di estinzione a quello delle specie semplicemente minacciate. Oggi ci sono due popolazioni riproduttive in cattività: una al Patuxent Wildlife Research Centre nel Maryland e una all'International Crane Foundation (ICF) a Baraboo, Wisconsin.
- Gli sforzi per creare un'altra popolazione selvatica ebbero inizio nel 1975, quando uova di gru americana provenienti dal Parco Nazionale di Wood Buffalo furono messe nei nidi di gru canadesi nel Rifugio Naturale Nazionale di Grays Lake nell'Idaho[11]. Dopo la schiusa delle uova, i piccoli furono allevati dagli ignari genitori adottivi. Le giovani gru americane migrarono con i loro genitori adottivi e svernarono nel Nuovo Messico[12]. I risultati iniziali furono promettenti, ma le gru americane non formarono coppie e non si riprodussero[13].
- Un altro tentativo fu compiuto solo nel gennaio 1993, quando un primo gruppo di quattordici gru americane nate da uova dischiuse in cattività furono liberate nella Kissimmee Prairie, in Florida, con l'obiettivo di stabilire una popolazione non migratrice in grado di autosostentarsi[14].

Dal 1992 a oggi diciotto gru americane sono state trasferite in una struttura a Calgary, in Canada, per crearvi un terzo gruppo di gru in cattività. Attualmente i biologi stanno valutando siti in Canada per reintrodurvi uno stormo migratorio di gru americane verso la fine del primo decennio del Duemila. Grazie a questi sforzi, la popolazione delle gru americane è sopravvissuta e continua a crescere. Il programma di recupero di questa specie di gru a opera del Servizio della Pesca e della Fauna Selvatica degli Stati Uniti ha avuto un successo tale che altri Paesi hanno adottato metodi simili per proteggere altre specie di gru anch'esse minacciate.